# БН-600
БН-600 — энергетический реактор на быстрых нейтронах с натриевым теплоносителем, пущенный в эксплуатацию в апреле 1980 года в 3-м энергоблоке на Белоярской АЭС в Свердловской области близ города Заречный. Электрическая мощность — 600 МВт. С момента остановки реактора «Феникс» во Франции в 2009 году и до запуска также на Белоярской АЭС реактора БН-800 10 декабря 2015 года, БН-600 был единственным в мире действующим энергетическим реактором на быстрых нейтронах.
Строительство энергоблока (2-й очереди Белоярской АЭС) началось в 1968 году. В конце декабря 1979 года в реактор БН-600 поместили пусковой источник нейтронов и начали загружать сборки с ядерным топливом. 26 февраля 1980 года в 18 час. 26 мин. была набрана необходимая критическая масса топлива, и в реакторе БН-600 впервые в его «жизни» началась цепная ядерная реакция — состоялся физический пуск реактора. Следующим этапом стал энергетический пуск — 8 апреля 1980 года энергоблок с реактором БН-600 выдал первые киловатт-часы в Свердловскую энергосистему.
В 2015 году на реакторе проводятся испытания уран-плутониевого топлива.

## Особенности реакторов на быстрых нейтронах
Главное преимущество ядерных реакторов на быстрых нейтронах состоит в том, что они открывают возможность использования не делящихся в реакторах на тепловых нейтронах изотопов тяжёлых элементов. В топливный цикл могут быть вовлечены запасы 238U и 232Th, которых в природе значительно больше, чем 235U — основного топлива для реакторов на тепловых нейтронах. В том числе может быть использован и так называемый «обеднённый уран», оставшийся после обогащения ядерного топлива 235U.
Реакторы на быстрых нейтронах  дают реальную возможность расширенного воспроизводства ядерного топлива. Это значит, что, например, на 100 разделившихся ядер топлива в реакторах на быстрых нейтронах образуется примерно 120—140 новых ядер, способных к делению.
Активные зоны (АЗ) реакторов на быстрых нейтронах (БН) весьма существенно отличаются от активных зон реакторов на тепловых нейтронах.
Экономически необходимая средняя глубина выгорания уран-плутониевого топлива в БН должна составлять 100—150 МВт·сут/кг, т. е. она должна быть в 2,5—3 раза выше, чем в реакторах на тепловых нейтронах, что обусловлено высокой стоимостью топлива БН. Для достижения указанной глубины выгорания требуется высокая радиационная стойкость тепловыделяющего элемента (ТВЭЛ) и тепловыделяющей сборки (ТВС) БН, необходимая стабильность геометрических параметров, сохранение герметичности и пластичности оболочек ТВЭЛ, их совместимость с продуктами деления и устойчивость к коррозионному воздействию теплоносителя и т. п. Активная зона БН окружена в радиальном и осевом направлениях зонами воспроизводства (экранами), заполненными воспроизводящим материалом — обеднённым ураном, содержащим 99,7—99,8 % 238U.
Главная же особенность использования уран-плутониевого топлива в БН состоит в том, что в его активной зоне процесс деления ядер быстрыми нейтронами сопровождается бо́льшим выходом (на 20—27 %) вторичных нейтронов, чем в реакторах на тепловых нейтронах. Это создает основную предпосылку для получения высокого значения коэффициента воспроизводства и обеспечивает расширенное воспроизводство ядерного топлива в реакторах-размножителях.
Использование натрия в качестве теплоносителя требует решения следующих задач:
- чистота натрия, используемого в БН. Необходимо достичь 99,95 %, то есть не более 5⋅10−4 примесей. Большие проблемы вызывают примеси кислорода из-за участия кислорода в массопереносе железа и коррозии компонентов;
- натрий является очень активным химическим элементом. Он горит в воздухе и других окисляющих агентах. Горящий натрий образует дым, который может вызвать повреждение оборудования и приборов. Проблема усложняется в случае, если дым натрия радиоактивен. Горячий натрий в контакте с бетоном может реагировать с компонентами бетона и выделять водород, который в свою очередь взрывоопасен. Для устранения опасности натрий и продукты его сгорания следует тщательно контролировать;
- возможность реакций натрия с водой и органическими материалами. Особенно это важно для конструкции парогенератора, так как утечка из водяного контура в натриевый приводит к быстрому росту давления.

Стабильность быстрых реакторов зависит от параметров, перечисленных ниже:
- Пустотного натриевого коэффициента.
  - Изменение в реактивности происходит при изменении плотности натриевого теплоносителя (или полного оголения АЗ). Натриевый пустотный коэффициент может быть положительным или отрицательным, зависит от размеров АЗ, геометрии и состава материалов;
- Механических расширений ТВЭЛ.
  - При увеличении уровня мощности реактора происходит тепловое расширение топливных сборок. Это эффективно увеличивает размеры АЗ, тем самым уменьшается её реактивность;
- Радиоактивности первого контура.
  - Радиоактивные изотопы 24Na, 22Na являются продуктами активации, возникающими вследствие нейтронного облучения натрия первого контура. Периоды полураспада 24Na и 22Na составляют соответственно 15 ч и 2,6 года. Как результат, радиоактивность натрия первого контура остается высокой в течение значительного времени после остановки реактора. Касаясь только 24Na, отметим, что требуется более четырёх суток после остановки реактора, прежде чем персонал сможет находиться вблизи больших количеств натриевого теплоносителя.

Переход к серийному сооружению АЭС с БН осложнён многими не отработанными в промышленном масштабе технологическими процессами и нерешёнными вопросами оптимальной организации их ядерного топливного цикла (ЯТЦ), который должен базироваться на плутонии и может быть только замкнутым с очень коротким (до 1 года) временем внешнего цикла (химическая переработка отработавшего топлива и дистанционно управляемое изготовление свежего топлива).
Удельные капиталовложения в АЭС с БН в настоящее время значительно (1,5—2 раза) превышают удельные капиталовложения в АЭС с реакторами на тепловых нейтронах. Сдерживающее влияние на развитие БН оказывает также пока благополучное положение в мире с ресурсами относительно дешевого урана.

## Конструкция энергоблока БН-600

### Общие характеристики
Большая часть оборудования энергоблока №3 Белоярской АЭС находится в отдельном здании длиной 156 м и шириной 117 м. Здание разделено на:  
- реакторное отделение;
- отделение вспомогательных устройств;
- парогенераторно-деаэраторное отделение;
- машинное отделение (здесь размещены турбогенераторы);
- отделение вентиляционных устройств.

Реакторное отделение выполнено из монолитного железобетона, остальные -- из сборного железобетона.

### Реактор

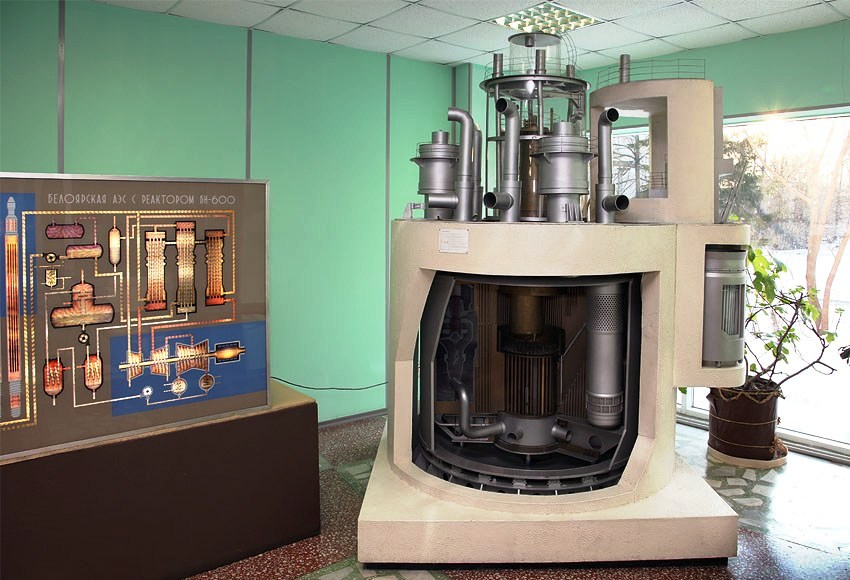
Макет реактора БН-600 Белоярской АЭС с вырезанными секторами для удобства обзора

Компоновка реакторной установки интегральная (бакового типа): активная зона, насосы, промежуточные теплообменники и биологическая защита размещены в корпусе реактора. Такая компоновка для крупной АЭС была применена в СССР впервые. Теплоноситель первого контура движется внутри корпуса реактора по трем параллельным петлям, каждая из которых включает два теплообменника и циркуляционный центробежный насос погружного типа с двухсторонним всасыванием. Насосы снабжены обратными клапанами. Циркуляция натрия в каждой петле промежуточного контура осуществляется центробежным насосом погружного типа с односторонним всасыванием. 
Активная зона и зона воспроизводства смонтированы в цилиндрической напорной камере, где расход теплоносителя распределяется по топливным сборкам соответственно их тепловыделению. Паспортный расход натриевого теплоносителя через напорную камеру составляет 25 000 тонн в час), объём натрия в первом контуре 820 м3, температура на входе в напорную камеру 380 °C, на выходе 550 °C. Расход натрия через второй контур 7300 тонн в час, объём во втором контуре 960 м3, температура на входе в теплообменник 320 °C, на выходе 520 °C. 
Активная зона по торцам и периметру окружена экранами — зоной воспроизводства. По торцам она образована обеднённым ураном в верхней и нижней частях твэлов активной зоны. По периметру напорной камеры зона воспроизводства состоит из 380 тепловыделяющих сборок (ТВС). Каждая ТВС в зоне воспроизводства (ТВС ЗВ) содержит 37 твэлов (тепловыделяющих элементов) — циркониевых трубок с наружным диаметром 14,2 мм, заполненных блочками и втулками из диоксида обеднённого урана. При этом зона воспроизводства делится на внутреннюю (полностью окружает активную зону по периметру слоем в 2...3 ТВС ЗВ) и внешнюю (слой по периметру от 0 до 3 ТВС ЗВ). 
Активная зона имеет диаметр 2,06 м и высоту 0,75 м, она значительно меньше, чем у сравнимых по мощности реакторов на тепловых нейтронах. Тепловая мощность, выделяемая в активной зоне и зоне воспроизводства, в рабочем режиме составляет 1470 МВт, поток нейтронов в активной зоне достигает 1·1016 см−2·с−1. Активная зона и соосная с ней колонна управляющих стержней смещены относительно оси напорной камеры (и корпуса реактора) к одному из краёв, в результате чего внешняя зона воспроизводства не полностью охватывает внутреннюю ЗВ, которая у одного из краёв соприкасается со стенкой напорной камеры; у противоположной стенки напорной камеры остаётся место для хранилища ТВС, охватывающего полукругом зону воспроизводства. В хранилище помещаются отработанные ТВС до перемещения в бассейн выдержки.   
Количество тепловыделяющих сборок в активной зоне равно 371, полная масса уранового топлива в них 8,5 тонны. Каждая ТВС активной зоны содержит 127 твэлов с внешним диаметром 6,9 мм, заполненных втулками из диоксида обогащённого урана (или из смеси диоксида урана и диоксида плутония — МОКС-топлива). Обогащение урана в твэлах активной зоны различно: 21 % урана-235 в зоне малого обогащения (в центре активной зоны, 208 ТВС) и 33 % в зоне большого обогащения (по краям активной зоны, 163 ТВС, слоем толщиной в 2…3 сборки) для выравнивания тепловыделения и выгорания по объёму активной зоны. В верхней и нижней частях твэлов активной зоны находятся блочки обеднённого урана, образуя торцы зоны воспроизводства. 
Реактор управляется 27 стержнями СУЗ (системы управления и защиты), которая включает в себя 6 стержней автоматического регулирования, 2 стержня аварийной защиты и 19 компенсирующих стержней. 
Все ТВС (и активной зоны, и зоны воспроизводства), как и каналы стержней управления, имеют шестигранное сечение «под ключ» 96 мм. Нижняя часть ТВС (хвостовик) входит в гнездо  напорного коллектора. С помощью дроссельных устройств в хвостовике и напорном коллекторе регулируется расход натрия через ТВС. Полости над уровнем натрия в напорной камере заполнены аргоном. 
Корпус реактора представляет собой бак цилиндрической формы с эллиптическим днищем и конической верхней частью. Диаметр корпуса 12,8 м, высота 12,6 м. Материал — жаропрочная нержавеющая сталь марки 12Х18Н9. Общая масса реактора с натриевым теплоносителем 4400 тонн. Корпус через опорное кольцо установлен на катковые опоры фундамента. Внутри корпуса помещена металлоконструкция коробчатого типа — опорный пояс, на котором укреплена напорная камера с активной зоной, зоной воспроизводства и хранилищем ТВС, а также внутрикорпусная биологическая защита.
Три насоса первого контура и шесть промежуточных теплообменников смонтированы в цилиндрических стаканах, установленных на опорном поясе. В верхней части корпус имеет соответственно шесть отверстий для установки теплообменников и три отверстия — для насосов. Компенсация разности температурных перемещений между стаканами теплообменников и насосов, а также между корпусом и страховочным кожухом обеспечивается сильфонными компенсаторами. Стенки бака имеют принудительное охлаждение «холодным» натрием из напорной камеры. Биологическая защита состоит из цилиндрических стальных экранов, стальных болванок и труб с графитовым заполнителем. Бак реактора заключён в страховочный кожух. Верхняя часть корпуса служит опорой для поворотной пробки и поворотной колонны, обеспечивающих наведение механизма перегрузки на топливную сборку. Одновременно поворотная пробка и поворотная колонна служит биологической защитой.
Натрий первого контура движется сквозь активную зону снизу вверх, а в теплообменнике «натрий-натрий» сверху вниз по межтрубному пространству. Натрий второго контура проходит по трубам теплообменника «натрий-натрий» противотоком, снизу вверх. Во втором контуре поддерживается более высокое давление (8,5 атм), чем в первом, что препятствует утечкам радиоактивного натрия из первого контура во второй. 
Топливные сборки загружают и выгружают комплексом механизмов, куда входят: два механизма перегрузки, установленные на поворотной колонне; два элеватора (загрузки и выгрузки); механизм передачи поворотного типа, размещенный в герметичном боксе.
Реактор расположен в бетонной шахте диаметром 15 м.

### Парогенератор
Парогенератор на БН-600 необычный: он состоит из 24 секций (по 8 на каждую петлю). Каждая секция включает в себя 3 вертикальных модуля-теплообменника. Итого на весь энергоблок – 72 модуля. Данное решение выбрано в силу уникальности энергоблока. Конструкторы не знали, насколько долговечно будет работать парогенератор, в котором раскалённый натрий превращает воду в пар. Поэтому предусмотрели возможность отключить для ремонта несколько модулей или даже секций, не снижая при этом мощность энергоблока. Опыт эксплуатации показал, что эта предосторожность была излишней. В следующем поколении (БН-800) реактора каждой петле соответствует один парогенератор.

### Турбогенераторы
Паротурбинная часть выполнена из трёх серийных турбин обычной теплоэнергетики мощностью по 200 МВт каждая. Турбины К-200-130 с промежуточным перегревом пара созданы на ПО турбостроения «Ленинградский металлический завод». Начальные параметры пара 13,2 МПа и 500 °C, номинальный расход пара через турбину 640 тонн в час. Частота вращения турбогенератора 3000 оборотов в минуту.
Трёхфазные генераторы переменного тока ТГВ-200М созданы на харьковском заводе «Электротяжмаш». Возбуждение тиристорное, обмотки ротора охлаждаются водородом, статора — водой. Номинальная выходная мощность 200 МВт, напряжение 15,75 кВ. Выдача мощности в электросеть 220 кВ осуществляется через три блочных повышающих трансформатора и открытое распределительное устройство (ОРУ).
Коэффициент полезного действия энергоблока (отношение электрической мощности к тепловой) равен 41 %, он выше, чем у типичных энергоблоков на тепловых нейтронах (ок. 33 %).

## Продление ресурса
8 апреля 2010 года исполнилось 30 лет работы энергоблока БН-600.
Действующий энергоблок Белоярской атомной станции БН-600 был остановлен 28 марта 2010 года. Как сообщает пресс-служба атомной электростанции – это плановое мероприятие, необходимое для проведения перегрузки топлива, инспекции и модернизации оборудования.
За 2,5 месяца на энергоблоке БН-600 были выполнены плановые регламентные работы по техобслуживанию и ремонту оборудования и большой комплекс мероприятий по программе продления расчётного срока эксплуатации. В помощь специалистам Белоярской АЭС прибыли свыше 400 ремонтников из подрядных организаций.
В апреле-июне 2010 года на энергоблоке БН-600 были проведены: замена модулей парогенераторов и пароводяной арматуры, ремонт одного из главных циркуляционных насосов и паровой турбины, повышение сейсмостойкости энергетического оборудования, модернизация ряда технологических систем. БАЭС в апреле 2010 года получила лицензию на продление срока эксплуатации БН-600 до 31 марта 2020 года. 11 июня 2010 г. энергоблок БН-600 Белоярской АЭС возобновил выработку электроэнергии по завершении плановой перегрузки топлива, инспекции и модернизации оборудования.
В июне 2020 в Госкорпорацию Росатом поступила на экспертизу проектная документация на продление срока эксплуатации до 2040 года. В рамках реализации плана по продлению срока эксплуатации в 2022 году были начаты масштабные работы. За 2022-й год проведены:
- замена восьми испарителей;
- замена промперегревателя парогенератора 5-й петли;
- капитальный ремонт 6-й турбины и генератора;
- модернизация комплекса схемы выдачи мощности 4-го турбогенератора;
- работы по релайнингу напорных циркводоводов;
- в значительном объёме эксплуатационный контроль металла.